# Mark Bowen
Mark Bowen (Gales, 7 de diciembre de 1963) es un exfutbolista y entrenador galés que jugaba como defensa.

## Selección nacional
Jugó 41 veces y marcó tres goles para la selección de fútbol de Gales entre 1986 y 1997.

## Clubes

### Como jugador
| Club                    | País       | Año       |
| ----------------------- | ---------- | --------- |
| Tottenham Hotspur F. C. | Inglaterra | 1981-1987 |
| Norwich City F. C.      | Inglaterra | 1987-1996 |
| West Ham United F. C.   | Inglaterra | 1996-1997 |
| Shimizu S-Pulse         | Japón      | 1997      |
| Charlton Athletic F. C. | Inglaterra | 1997-1999 |
| Wigan Athletic F. C.    | Inglaterra | 1999      |
| Reading F. C.           | Inglaterra | 1999      |

### Como entrenador
| Club               | País       | Año       |
| ------------------ | ---------- | --------- |
| Reading F. C.      | Inglaterra | 2019-2020 |
| A. F. C. Wimbledon | Inglaterra | 2022      |

## Estadísticas

### Selección nacional
| Selección de fútbol de Gales | Selección de fútbol de Gales | Selección de fútbol de Gales |
| Año                          | Part.                        | Goles                        |
| ---------------------------- | ---------------------------- | ---------------------------- |
| 1986                         | 2                            | 0                            |
| 1987                         | 0                            | 0                            |
| 1988                         | 2                            | 0                            |
| 1989                         | 6                            | 1                            |
| 1990                         | 1                            | 0                            |
| 1991                         | 3                            | 0                            |
| 1992                         | 8                            | 2                            |
| 1993                         | 3                            | 0                            |
| 1994                         | 4                            | 0                            |
| 1995                         | 6                            | 0                            |
| 1996                         | 5                            | 0                            |
| 1997                         | 1                            | 0                            |
| Total                        | 41                           | 3                            |

## Palmarés

### Títulos internacionales
| Título          | Club                    | País       | Año  |
| --------------- | ----------------------- | ---------- | ---- |
| Copa de la UEFA | Tottenham Hotspur F. C. | Inglaterra | 1984 |